# Mimudea aksualis
Mimudea aksualis là một loài bướm đêm trong họ Crambidae.